# ニデックプレシジョン
ニデックプレシジョンは、ニデックグループの精密機器メーカーである。カメラ用シャッターで世界首位のシェアを持つ。

## 概要
戦後、レンズシャッター専門メーカーとして創業。セイコー、シチズン、MSK、NKSなど国内のメーカー、海外のコンパー、プロンターなどと争った。倒産、撤退したメーカーも少なくなかったが、トップシェアを達成し、現在まで維持している。また、カメラメーカーと協力して、OEM用フォーカルプレーンシャッターのコパルスクエアを商品化。ユニット化を実現するためには容積を減らす必要があり、製造が困難な縦走りの金属幕を採用した。結果として、故障が少なく長期間に渡り高精度が維持される優れたシャッターとして評価された（基本設計を行ったのはエフシー製作所の茶谷薫重）。
現在は従来のフィルムカメラ用シャッターだけでなく、デジタルカメラ用シャッターも生産している。また、デジタルカメラの筐体金型、光学部品も設計、生産し、電気メーカーに供給している。また、これまでに培った光学、モーター、センサー、精密金型などの基礎技術を応用し、自動車、医療機器、家電、モバイル機器、デジタルカメラなどの分野で、各メーカーに製品を供給している。
シャッターと平行して、8mm映写機、ミニラボ（小規模DPE）、置時計（いわゆる「パタパタ時計」）、電子部品（トリマ、スイッチ、圧力センサなど）などの製造にも進出。電子部品は営業部門をコパル電子（現在のニデックコンポーネンツ）として独立させるほど成功したが、他の主な製品からは撤退した。一時期は富士通と資本提携し、磁気ディスク製品も生産していたが、これも撤退した。
1990年代に入り、不安定な経営状況に陥っていたが、日本電産（現・ニデック）の傘下に入り、再建を図った。その後、同社の完全子会社となった。

## 沿革
- 1946年 - 笠井正人が個人経営でシャッターの製造を開始。
- 1949年 - 株式会社組織に変更、株式会社コパル光機製作所を設立。
- 1961年 - 東京証券取引所第二部に上場。
- 1962年 - 株式会社コパルに社名変更。
- 1971年 - 東京証券取引所第一部に昇格。
- 1971年 - 長野県塩尻市の旧セコニック精機を買収しコパル光機株式会社と社名変更。
- セコニック精機時代からの主力製造品である、８mm撮影機、映写機の製造
- を終了。
- 西ドイツのテレフォンケン向けのカセットテープレコーダーの製造を開始。
- オーディオメーカー各社にカセットテープレコーダーをOEM供給開始。
- 1972年- SONYのウオークマンシリーズ　TC-1020、TC-1000等をOEM供給開始。
- 1978年 - 子会社のコパル精密株式会社を吸収合併。（現郡山事業所）
- 1984年
  - 子会社5社（コパルコーオン株式会社、コパル光機株式会社、六日町コパル株式会社、一関コパル株式会社、武蔵野コパル株式会社）を吸収合併。
  - 富士通と資本提携。
- 1987年 - コパル精密部品株式会社（現・現・生産支援センター 郡山生産部）を設立。
- 1988年 - タイの富士通タイランド株式会社に資本参加（コパルディビジョン開設）。
- 1991年 - マレーシアにコパルプレシジョン・マレーシア株式会社（現・ニデックプレシジョン・マレーシア）を設立。
- 1997年 - フィリピンのPRECISION ENGINEERED COMPORNENTS CORP.（PECCO社。現・ニデックプレシジョンフィリピン株式会社）に経営参加。
- 1998年
  - 日本電産が筆頭株主となり、同社グループ企業となる。
  - 中国・上海市に科宝光電機器（上海）有限公司設立。
- 1999年
  - ベトナムに日本電産コパル・ベトナムを設立。
  - 日本電産コパル株式会社へ社名変更。
- 2000年 - 富士通タイランド・コパルディビジョンが日本電産コパル・タイランド株式会社として独立、新工場を建設、操業開始。
- 2001年 - 日本電産コパル・ヨーロッパ有限会社、中国・浙江省平湖市に日本電産科宝（浙江）有限公司設立。
- 2003年 - アピックヤマダとコパル・ヤマダ株式会社を設立。
- 2010年 - ベトナムに日本電産コパル精密・ベトナム会社設立。
- 2012年6月 - 日本電産コパル精密部品の事業所を再編。新潟日本電産コパル株式会社に改称。
- 2013年10月 - 株式交換により日本電産の完全子会社となる。
- 2014年10月 - 新潟日本電産コパルを吸収合併。当社新潟事業所に改称。
- 2019年2月 - ポテンショメータ事業及びエンコーダ事業を日本電産コパル電子へ譲渡[2]。同時に一関工場が日本電産コパル電子一関事業所へ改称。
- 2023年4月1日 - 親会社の社名変更に合わせる形で社名をニデックプレシジョン株式会社に改称[3]。

## 事業所
- 本社・東京技術開発センター - 東京都板橋区
- 郡山事業所 - 福島県郡山市
- 塩尻事業所 - 長野県塩尻市
- 新潟事業所 - 新潟県南魚沼市